# Ленгле, Жан
Жан Ленгле (нидерл. Jean Lenglet; имя при рождении — Виллем Йохан Мари Ленгле, нидерл. Willem Johan Marie Lenglet; наиболее известный псевдоним — Эдуар де Нев, нидерл. Édouard de Nève; 7 июня 1889 — 27 октября 1961) — нидерландский журналист и писатель.
В молодости вёл богемный образ жизни, неоднократно нарушая закон, но затем в годы Второй мировой войны принял активное участие в деятельности Голландского Сопротивления: помогал спастись и избежать плена сбитым британским пилотам, шесть месяцев был редактором подпольной газеты, издававшейся бойцами Сопротивления. Был арестован, содержался в нацистской психиатрической больнице закрытого типа в окрестностях Дортмунда, а затем — в концентрационном лагере Заксенхаузен. После войны сумел вернуться к писательской деятельности.

## Биография
Родился в 1889 году в Тилбурге, Северный Брабант, в семье текстильного фабриканта Жана Эммануэля Александра Гюстава Ленгле, вероятно, валлона по происхождению, и Йоханны Петронеллы Нотебом. Уже в подростковом возрасте отличался непростым характером, учился в четырёх различных школах и школах-интернатах. Достигнув совершеннолетия, отправился в Роттердам, а затем в Антверпен, где пытался самостоятельно зарабатывать себе на жизнь, а около 1910 года (приблизительно в 21 год) появился в Париже. В том же году он впервые женился — на некоей Марии-Вильгельмине Штауденмайер. В этом браке у него родился сын.
Во Франции, благодаря знанию нескольких языков и светским манерам, он получил должность иностранного корреспондента американского издания The New York Herald Tribune. В 1913 году Ленгле развёлся с женой и два месяца спустя женился повторно — на некоей Мари-Леони Поллар. В 1914 году предпринял попытку записаться в Иностранный легион для участия в боевых действиях против Германии, но получил отказ.
В 1917 году из Парижа переехал в Лондон, где женился в третий раз (не разводясь со второй женой) — на английской писательнице Джин Рис, креолке из Вест-Индии. В этом браке родились сын, умерший в младенчестве, и дочь, умершая молодой. Вместе с Джин Рис Ленгле вернулся в Париж, где получил должность секретаря японской делегации, надзиравшей за разоружением Австрии. В Вене вёл роскошный образ жизни и спекулировал средствами, заимствованными из бюджета делегации, в надежде удачно вложить их и своевременно вернуть, но это не удалось. Когда обман раскрылся, Ленгле с супругой в 1922 году были вынуждены бежать из Австрии. Однако в 1924 году он всё же был арестован и провёл несколько месяцев в тюрьме за растрату средств, после чего был депортирован из Франции в Нидерланды (1925). В том же году Ленгле развёлся со второй женой (на восьмом году брака с третьей).
Поселившись в Амстердаме, Ленгле начал публиковать романы на голландском языке, основанные на приукрашенных событиях собственной жизни под псевдонимом Эдуар де Нев, которые были положительно встречены критиками и публикой. В 1933 году он развёлся с Джин Рис и в 1936 году женился на нидерландской писательнице Генриэтте ван Эйк (нидерл.). В то время Ленгле регулярно писал статьи и репортажи для нидерландских и иностранных газет. Он также стал штатным амстердамским корреспондентом британской газеты «The Daily Herald».
В 1937 году он посетил Испанию, где шла Гражданская война. Статус корреспондента позволил ему познакомится с обеими сторонами конфликта. В брошюрах, опубликованных после возвращения в Амстердам, Ленгле заявил, что его симпатии к концу поездки оказались на стороне республиканцев.
Хотя Ленгле не был левым, его образ жизни сам собой подталкивал к защите ценностей свободы и неприятию различных диктатур. Кроме того, он имел опыт сотрудничества с левыми журналистами и левой прессой.
Практически сразу после начала немецкого вторжения в Нидерланды в мае 1940 года, Ленгле смог присоединиться к нидерландскому Сопротивлению. Поначалу, адрес Ленгле был единственным, известным британской разведывательной службе, и именно он был передан пилотам Королевских ВВС, как место, где они смогут получить поддержку, если их самолеты будут сбиты над Нидерландами. Всего, по некоторым данным, Ленгле и его единомышленники смогли оказать помощь 13 пилотам.
Нидерландским Сопротивлением издавалась газета «Vrij Nederland» («Свободные Нидерланды»), однако, весной 1941 года почти все её сотрудники были арестованы нацистами. В этих условиях Ленгле согласился сбыть новым главным редактором газеты. Под руководством Лангле выпуск газеты был продолжен, причём он пользовался своим прежним псевдонимом — Эдуар де Нев. Под руководством Ленгле газета проработала ещё шесть месяцев, после чего Лангле был арестован за помощь британскому пилоту, однако, нацисты не смогли выйти через него на руководство газеты, и «Vrij Nederland» продолжила выходить.
В заключении Ленгле сперва содержался в тюрьмах в Схевенингене и Амстердаме, а затем был признан «психопатом», вывезен в Германию и заключён в психиатрическую больницу тюремного типа в окрестностях Дортмунда. Стремясь прекратить свои мучения, Ленгле подписал протоколы обвинения (не касавшиеся газеты), и в сентябре 1944 году был переведён в концлагерь Заксенхаузен (по некоторым данным, был приговорён к смертной казни, но документы об этом были направлены для подтверждения в Нидерланды и там потеряны, и его отправили в концлагерь, где «забыли» до конца войны).
В мае 1945 года Ленгле был освобождён и вернулся в Амстердам. Хотя современники отмечали, что характер Ленгле сильно изменился под влиянием пережитого, он смог вернуться к работе: опубликовал книгу о своем опыте пребывания в немецком плену и брошюру, в которой критиковал нидерландское Правительство в изгнании за то, что оно практически не оказывало поддержки голландским заключённым. В 1946 году Ленгле развёлся с Генриеттой. В мае того же 1946 году он вошёл в состав комиссии по репатриации граждан Нидерландов с территории Польши. Здесь он вступил в свой пятый брак — с графиней Ядвигой Корвин-Коссаковской, которая вместе с ним сумела покинуть страну. По возвращении в Нидерланды опубликовал роман «Польские ночи» (1948), в котором описывал опыт своего пребывания в Польше.
Скончался в 1961 году в Амстердаме.

## Произведения Жана Ленгле
- «In de strik» (роман, 1932)
- «Kerels» (роман о жизни бездомных в Гааге, 1933)
- «Aan den loopenden band» (сборник рассказов, совместно с Генриеттой ван Эйк, 1934)
- «Muziek voorop» (роман, 1935)
- «Schuwe vogels» (роман, 1937)
- «Spanje, dapper Spanje!» (брошюра о Гражданской войне в Испании, 1937)
- «Durango, eens een zonnige Spaansche stad…» (брошюра о Гражданской войне в Испании, 1937)
- «Glorieuzen» (репортаж, 1946)
- «Indien de Nederlandsche regeering in Londen…» (брошюра, 1947)
- «Poolse nachten» (роман, 1948)